# Лубенская, Татьяна Семёновна
Татьяна Семёновна Лубенская (род. 25 января 1962, Воронеж) — советская и российская актриса. Заслуженная артистка России (2001).

## Биография
Татьяна Лубенская родилась в Воронеже; после окончания общеобразовательной средней школы в 1979 году поступила в Воронежский государственный институт искусств на театральный факультет, на курс Дроздова Глеба Борисовича. За время обучения с 1979 по 1983, будучи студенткой, была задействована в спектаклях Воронежского академического драматического театра им. А. Кольцова:
- «Синие кони на красной траве»
- «Деньги для Марии»
- «Спешите делать добро» — Сергей Мякишев
- «Малыш и Карлсон» — Малыш

Тогда же участвовала в студенческих спектаклях:
- «Дни нашей жизни» — Анна Ивановна
- мюзикл «Дамы и гусары» — Лизанька
- «Недоросль» — Тришка
- «Три мушкетера» — королева Анна Австрийская
- «Когда же пойдет снег?»
- «10 минут надежды»
- «Фотография на стене»
- «Вечно живые»
- «Дом Бернарды Альбы» — Мартирио и др.

В 1983 году по окончании театрального института была принята в Ленинградский государственный театр юного зрителя. В 1991 году перешла в Государственный театр сказки (сейчас Санкт-Петербургский государственный кукольный театр сказки), где служила до 2001 года.
В 1999 году получила 1-й приз фестиваля «Театр — детям» СТД РФ. В 2001 году получила звание заслуженной артистки России.
С 2001 года живёт и работает в Германии в городе Штутгарт. Вела театральные студии в различных русскоязычных центрах («Колобок» Штутгарт, Russisch-orthodoxe Jugend, «Мир сказки» Штутгарт, «Русский дом» Карлсруэ, «Мозаика» Карлсруэ). Основала театр «Мост», который гастролирует с детскими спектаклями по различным городам Европы. Театр «Мост» сотрудничает с штутгартским театром кукол Theater am Faden. Основала творческий центр «Подмостки», который занимается ранним развитием детей от 2,5 лет, а также включает театральные группы для детей от 5 до 16 лет и театральную студию для взрослых.

## Семейное положение
Замужем за актёром театра «Мост» Сергеем Сухановым, имеет сына и трех внуков.

## Театральные работы
Ленинградский Государственный театр юного зрителя им. А. А. Брянцева (1983—1991):
- «Кошка, которая гуляла сама по себе» по Р. Киплингу — Мальчик
- «Открытый урок»
- «Наш цирк»
- «Наш Чуковский»
- «Горячий камень» по А. Гайдару — Анет
- «Конёк-Горбунок» по П. Ершову — Конёк-Горбунок
- «Бонжур, мсье Перро» — Кот в сапогах
- «Неделя, полная суббот»
- «Сказки Пушкина» — Бесёнок
- «Память»
- «Бэмби» — Гобо
- «Команда» — Пионерка
- «Без страха и упрека»
- «Потешки»
- «Борис Годунов»
- «Дачники» по А. Горькому — Служанка
- «Маленький принц» — Маленький принц
- «Не уходи никогда» — Оля

Государственный театр сказки (1991—2001):
- « Я вам что-то скажу», реж. В. Фильштинский — Ёжик-поэт
- «Дюймовочка», реж. А. Боровков — Дюймовочка
- «Карлик-Нос» — Мими
- «Пиноккио»
- Спектакль-балет «Петрушка», реж. А. Боровков — Петрушка
- «Волшебная лампа Алладина»
- «Любовь к трем апельсинам»
- «Волшебник изумрудного города»
- «Зеленая кровь» (по Дж. Бойтону Пристли «Сноггл»)
- «Синяя борода»

Театр «Зелёная карета» (1991—2001):
- «Золотой цыпленок» — Золотой цыпленок

Театр «Карточный домик» (1991—2001):
- «Маленький Принц»
- «Ха-ха-хармс»

«Маленький театр» (1992):
- «Вождь краснокожих» — Джонни Дорсет
- «Сказки Пушкина»
- «Беда от нежного сердца» — Катенька из Тамбова

Театр «Мост» (с 2001 года):
- «Дюймовочка»
- «Девочка и Тролль»
- «Вождь краснокожих»
- «По-щучьему велению»
- «Карлик-Нос»
- «Привидение из замка Альтенштайн»
- «Морозко»
- «Волшебник изумрудного города»
- «Заяц, лиса и петух»
- «Развод по-русски»

Озвучивание:
- Мультфильм «Сказка о том, как уплыл дом»
- Детский фильм «Пеппи Длинный чулок» — Томми
- Участвовала в различных телепередачах Санкт-Петербургского ТВ
- SWR 2, Radiosendung «Das Kuhrennen»

Режиссёрские работы в рамках творческого центра «ПодМостки» (взрослая группа):
- «Беда от нежного сердца»
- «100 поцелуев принцессы»
- «Свои люди — сочтемся» по А. Островскому
- «Ошибки молодости» по К. Ласкари